# Cereus (rod)
Rod Cereus zahrnuje asi 33 druhů vysokých sloupovitých kaktusů z nižších poloh Jižní Ameriky. Je to jeden ze čtyř nejstarších rodů kaktusů. Původně zahrnoval všechny sloupovité, převislé a další druhy kaktusů s prodlouženým stonkem dnes známé pod zobecněným názvem cereus.

## Taxonomie a historie
Jméno Cereus poprvé použil roku 1625 německý botanik a lékař Tabernaemontanus a vztahovalo se nejspíše na monstrózní formu Cereus hexagonus, která připomíná rozteklou svíci. Carl Linné všechny kaktusy zařadil do jediného rodu Cactus. Jeho současník Philip Miller r. 1754 vyhradil rod Cactus pro kulovité kaktusy, ustanovil rody Opuntia pro kaktusy se stonkem z článků, Pereskia pro keřovité kaktusy s listy a Cereus pro sloupovité druhy a popsal je podle Linnéem nově zavedených taxonomických pravidel. Rod Cereus tehdy zahrnoval všechny kaktusy se sloupovitým nebo výrazně prodlouženým stonkem. (Anderson E. F. The Cactus Family, 2001)
Ludwig Pfeiffer v roce 1838 vyčlenil rod Cephalocereus (typ Cephalocereus senilis) pro cereusy s cefáliem, specifickým vlasatým útvarem, ze kterého raší květy. Charles Lemaire roku 1839 popsal rod Pilocereus pro vlasaté cereusy; současný název je Pilosocereus. A v roce 1848 George Engelmann ustanovil rod Echinocereus pro drobné cereusy s květní trubkou nesoucí trny. (Anderson E. F. The Cactus Family, 2001)
Britton & Rose (1919–1923) a Alwin Berger (1929) ve svých systémech pokračovali v oddělování dalších druhů do nově ustavených rodů. V rodě Cereus nakonec zůstalo asi 33 druhů (většinou velkých), které spíše než by naplňovaly definici rodu, jsou zbytkem po vyčlenění ostatních druhů do jiných rodů.

## Výskyt
Brazílie, severní Argentina, Paraguay, Uruguay, Bolívie, vzácně Peru, Kolumbie, Guyana, Surinam a Venezuela.

## Popis
Rod Cereus zahrnuje keřovité i stromovité druhy, často dosahující velké výšky, Cereus hexagonus, C. lamprospermus, C. trigonodendron až 15 m. Stonky se větví, mnohdy jsou letorosty odděleny zaškrcením, někdy jsou výrazně modře ojíněné. Nesou 3 až 14 výrazných žeber. Areoly jsou velké, vlnaté, vlasy chybí. Otrnění je spíše řídké a nevýrazné. Cefálium se nevytváří, pouze Cereus mortensenii tvoří pseudocefálium. Květy jsou velké, s dlouhou trubkou, 9–30 cm dlouhé, obvykle bílé, někdy růžové, fialové, vzácně krémové, žluté, nazelenalé. Květy jsou noční. Plody jsou kulovité, vejčité, 3 až 13 cm dlouhé, holé. Většinou jsou červené, někdy žluté. Dřeň je bílá, růžová, červená. Semena jsou velká, nepravidelně vejčitá, leskle černá.
Různé druhy rodu Cereus tvoří monstrózní, nepravidelně rostoucí formy, které jsou často pěstovány.

## Využití
Plody i stonky Cereus repandus jsou jedlé. Domorodý název ovoce je cadushi. Cereus repandus je používán k tvorbě živých plotů. Vyschlé stonky jsou používány jako palivo a dokonce k výrobě nábytku.

## Seznam druhů
Subgenus Cereus
 Cereus argentinensis
 Cereus bicolor
 Cereus braunii
 Cereus cochabambensis
 Cereus comarapanus
 Cereus fernambucensis
Cereus fernambucensis subsp. fernambucensis
Cereus fernambucensis subsp. sericifer
 Cereus hankeanus
 Cereus hexagonus
 Cereus hildmannianus
Cereus hildmannianus subsp. hildmannianus
Cereus hildmannianus subsp. uruguayanus
 Cereus insularis
 Cereus jamacaru
Cereus jamacaru subsp. jamacaru
Cereus jamacaru subsp. calcirupicola
Cereus jamacaru subsp. goiasensis
 Cereus lamprospermus’‘
Cereus lamprospermus subsp. lamprospermus
Cereus lamprospermus subsp. colosseus
 Cereus lanosus
 Cereus pachyrhizus
 Cereus pierre-braunianus
 Cereus roseiflorus
 Cereus stenogonus
 Cereus tacuaralensii
 Cereus trigonodendron
 Cereus validus
 Cereus vargasianus
Subgenus Ebneria (Backeb.) D.R.Hunt
 Cereus adelmarii
 Cereus aethiops
 Cereus estevesii
 Cereus haageanus
 Cereus kroenleinii
 Cereus phatnospermus
 Cereus saddianus
 Cereus spegazzinii
Subgenus Mirabella (F.Ritter) N.P.Taylor
 Cereus albicaulis
 Cereus mirabella
Subgenus Oblongicarpi (Croizat) D.R.Hunt & N.P.Taylor
 Cereus fricii
 Cereus horrispinus
 Cereus huilunchu
 Cereus mortensenii
 Cereus repandus

## Galerie

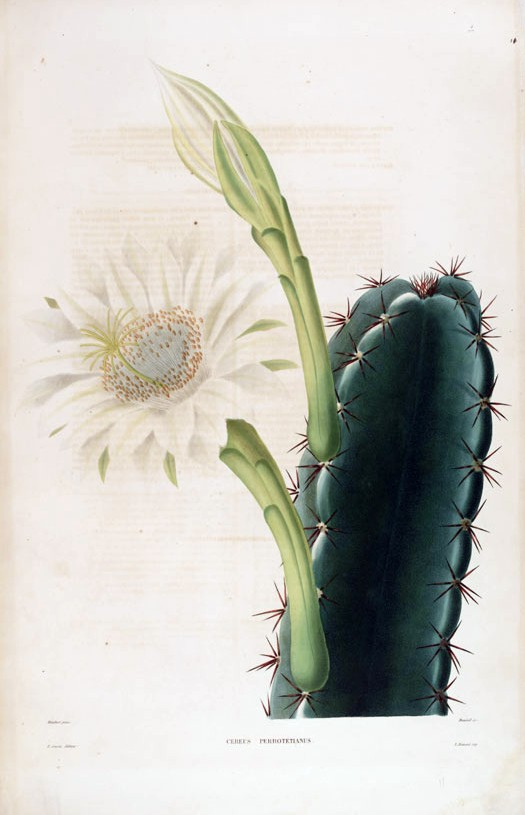
Lemairova publikace Iconographie descriptive des cactées z let 1841 – 7.
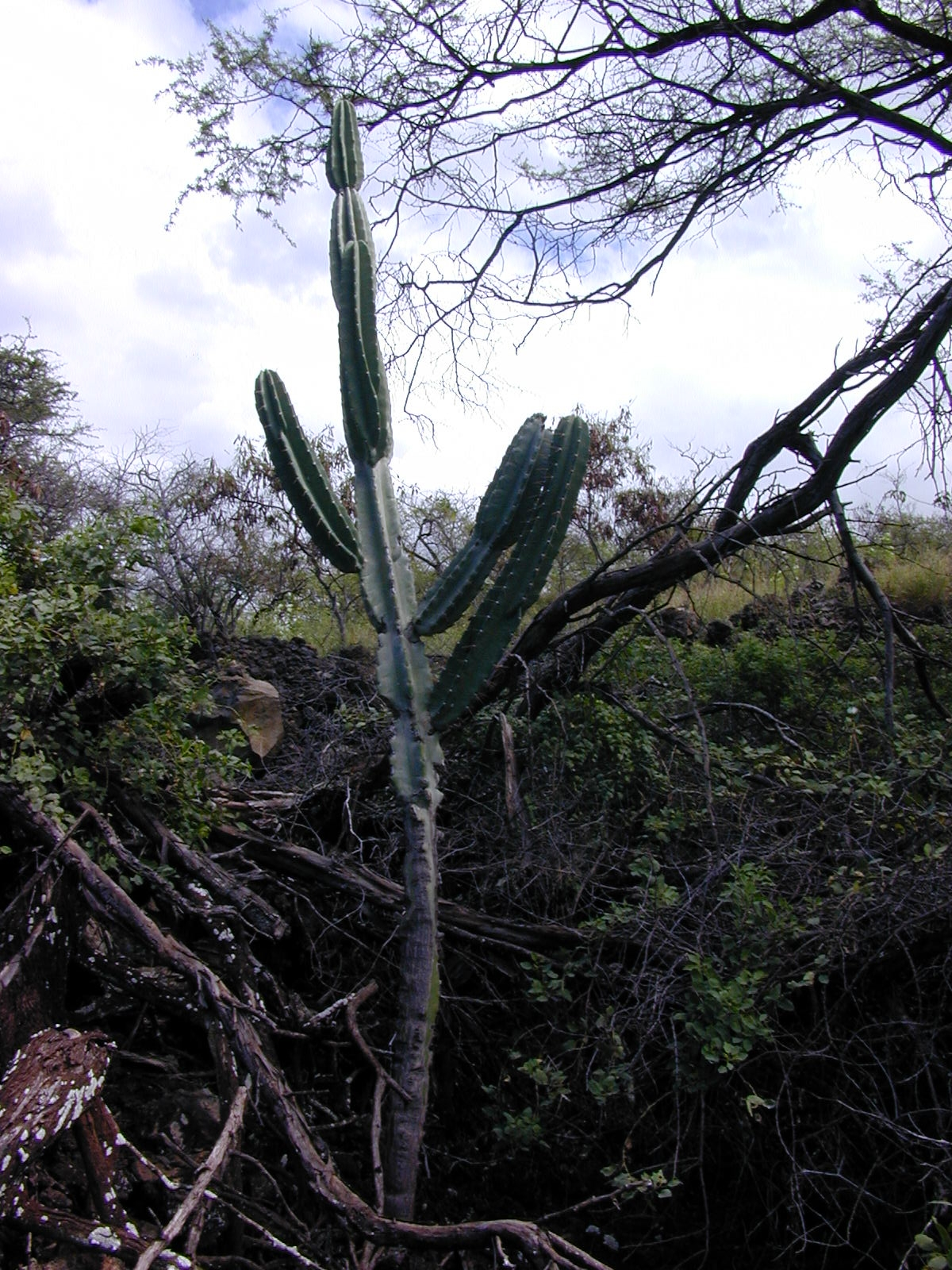
Cereus uruguayanus v křovinném porostu, Uruguay
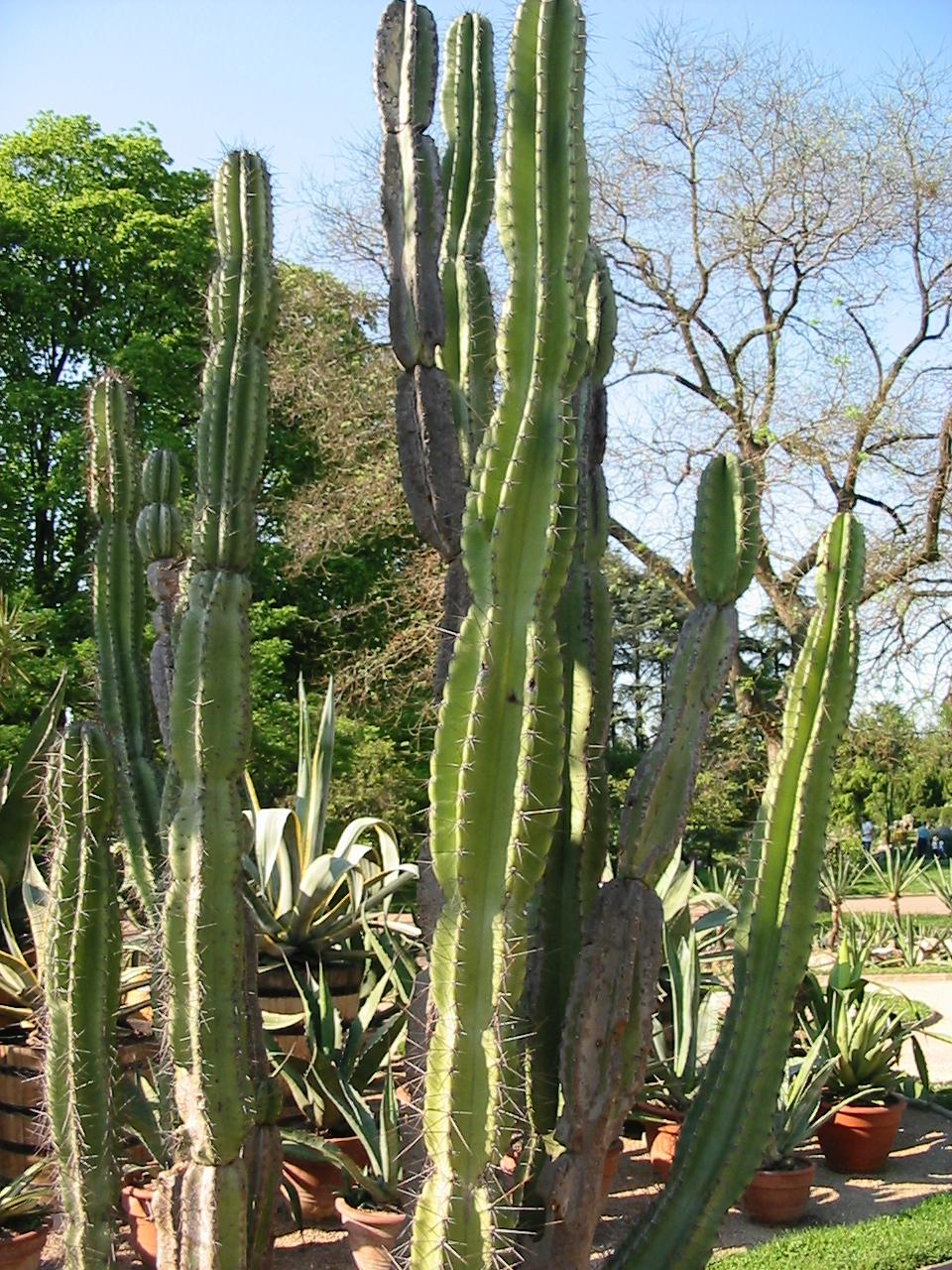
Vyšší rostliny Cereus jamacaru.
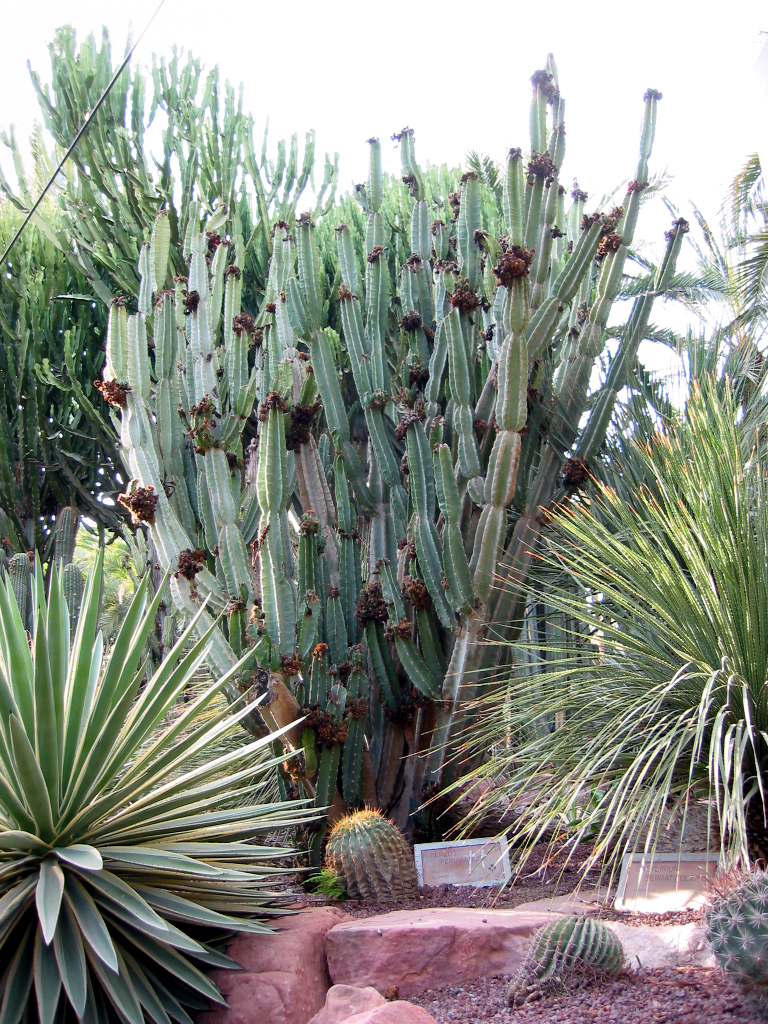
Letorosty mohou být odděleny zaškrcením.
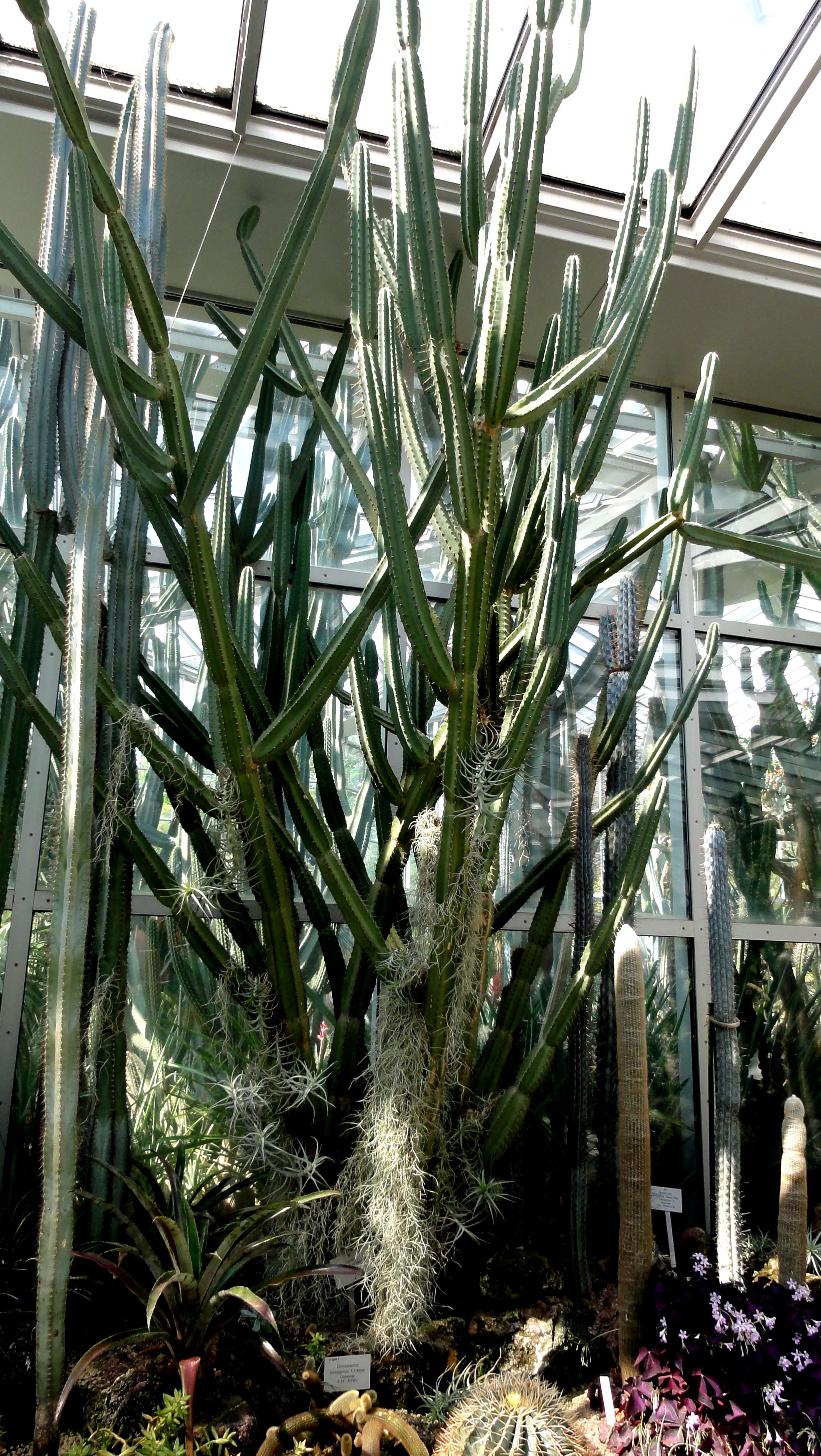
Cereus forbesii.
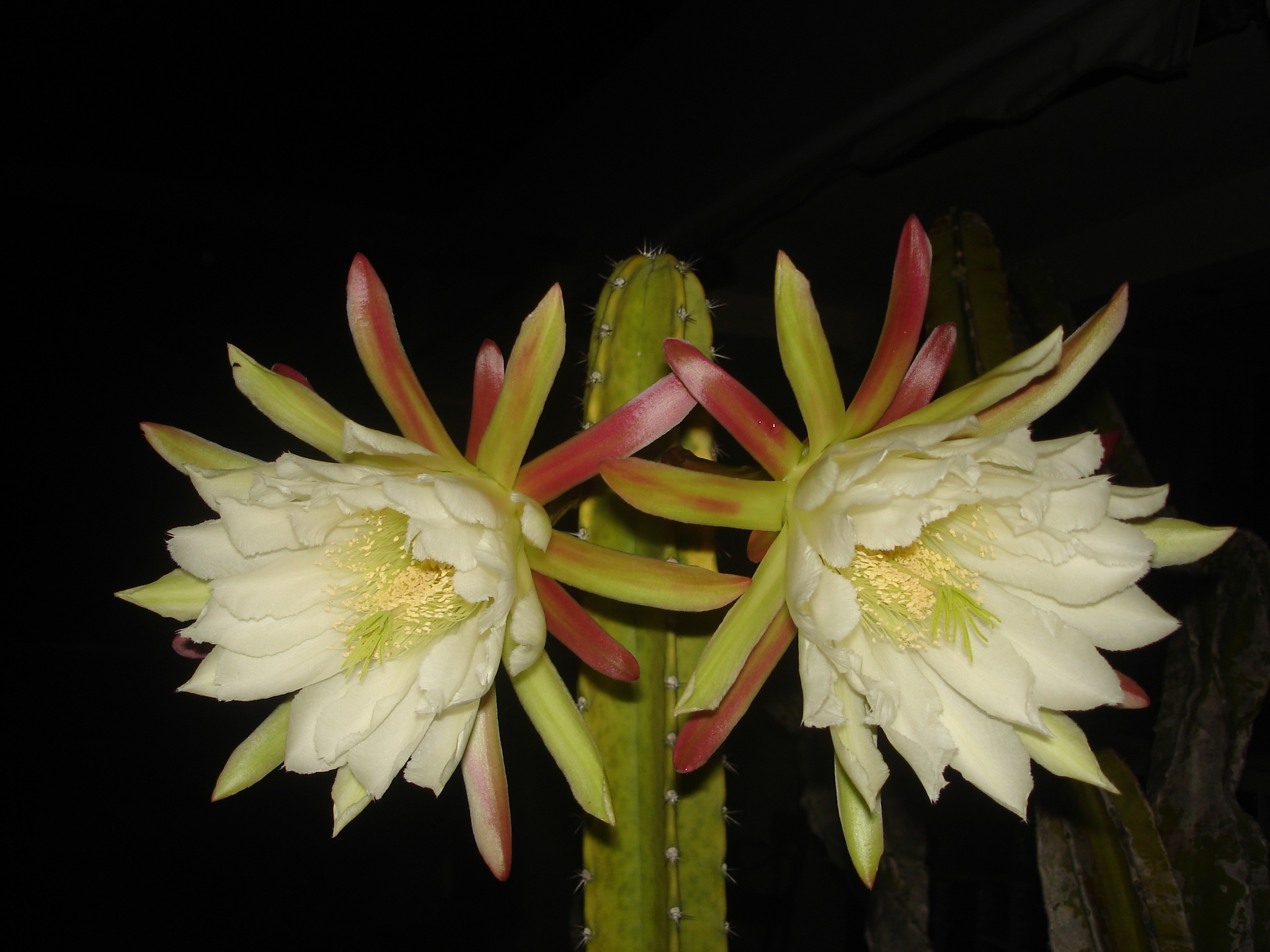
Noční květy Cereus jamacaru.
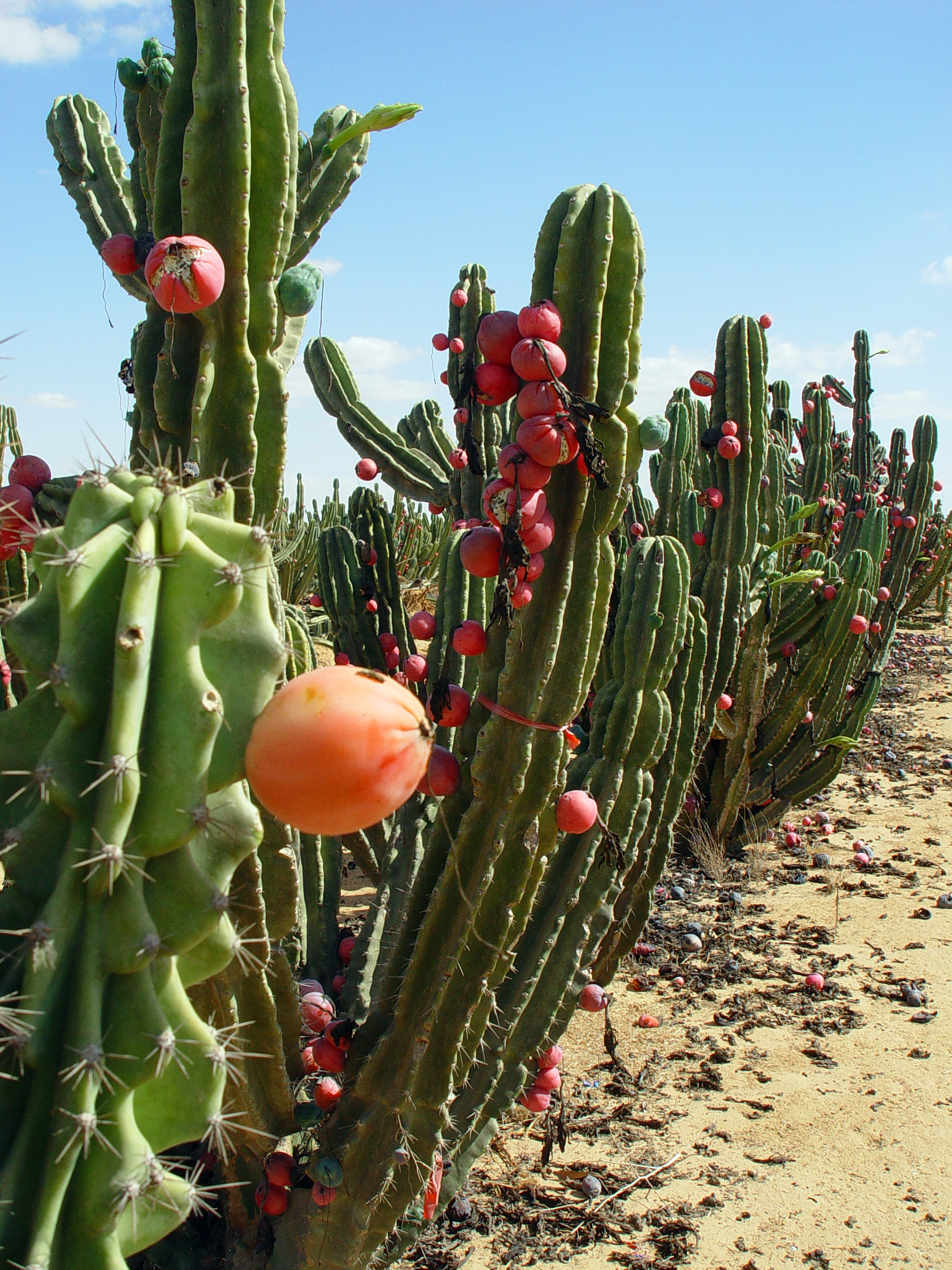
Plodící cereusy ve výsadbě.
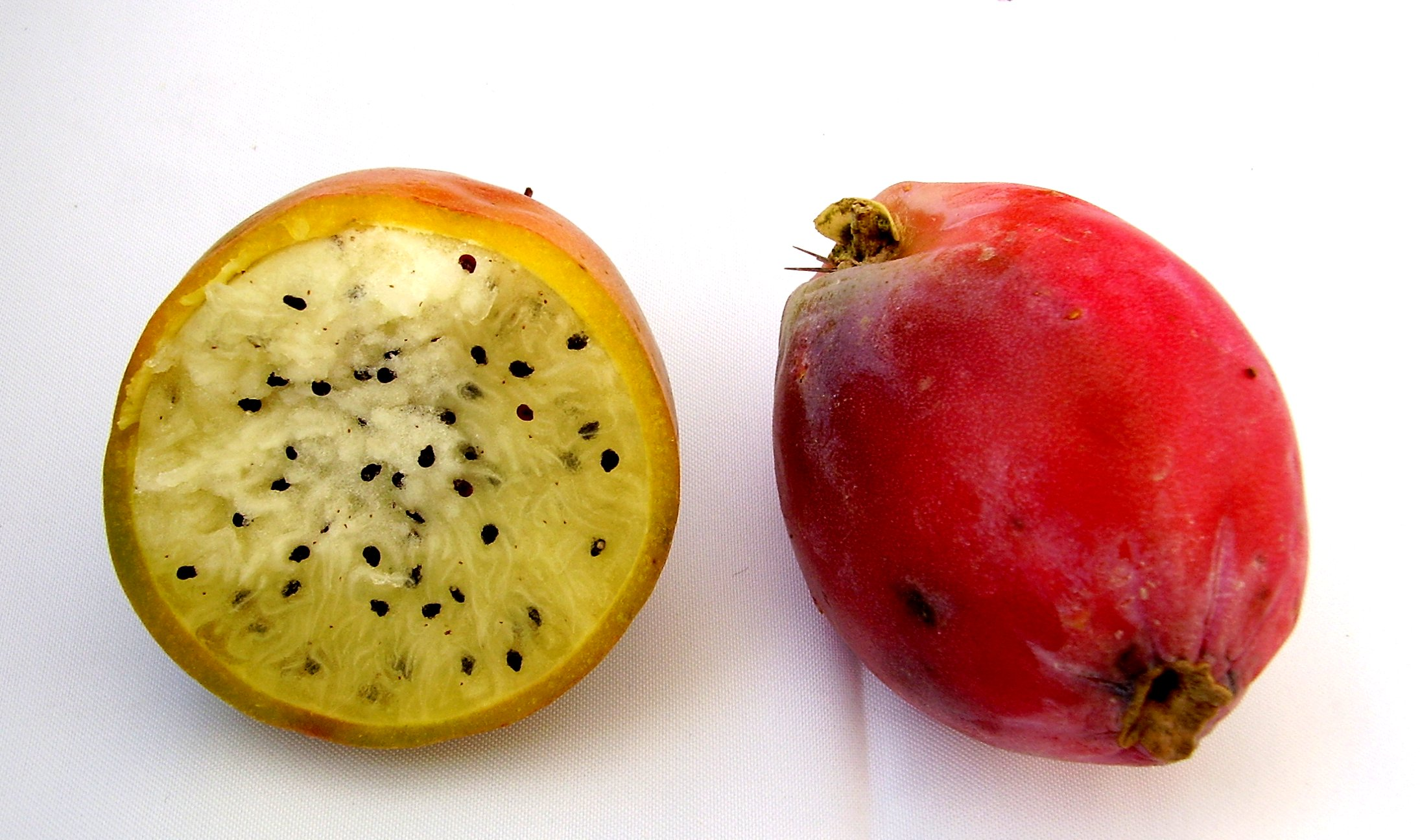
Plody Cereus repandus jsou jedlé.
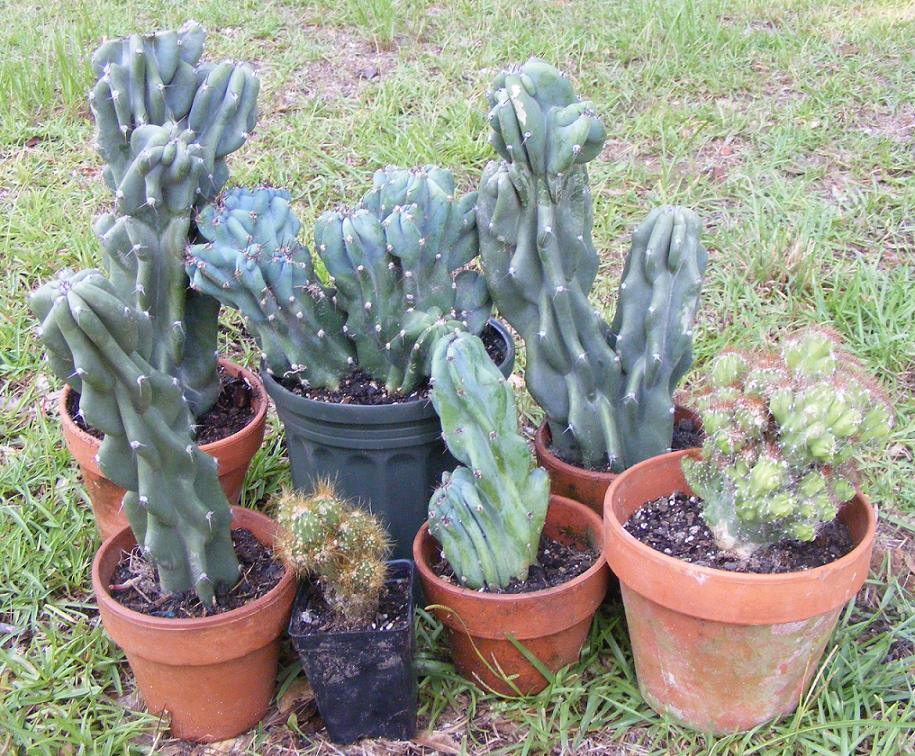
Různé formy monstrozních cereusů.
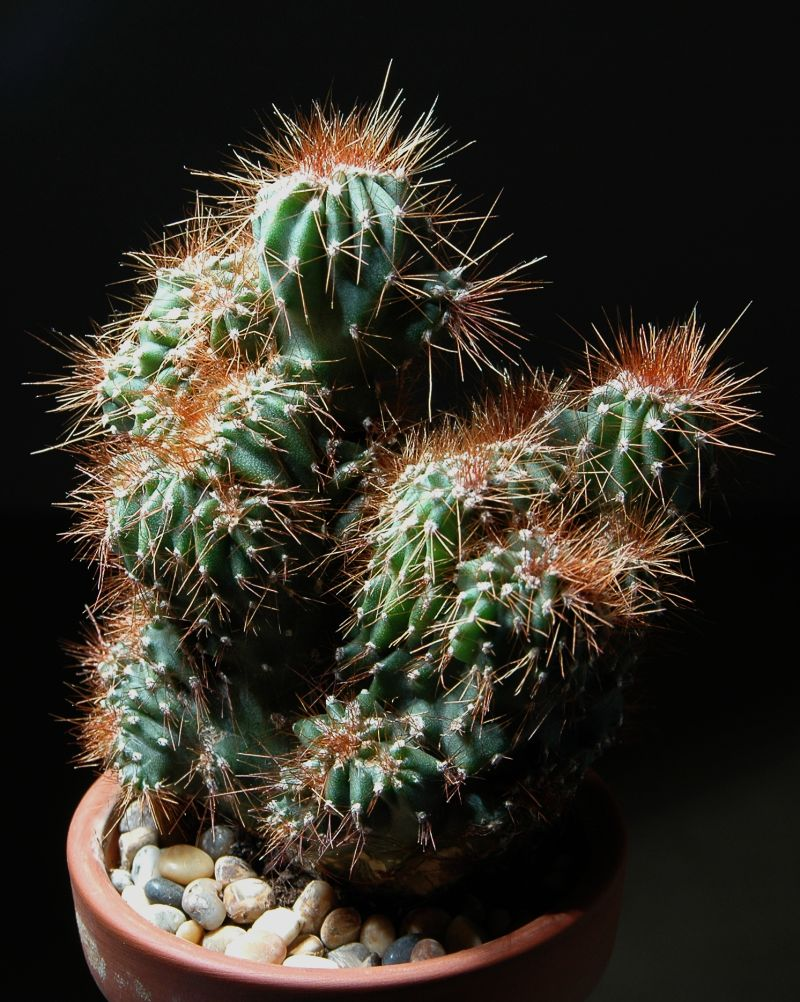
Často pěstovaná forma označovaná jako Cereus peruvianus f. monstrosa.
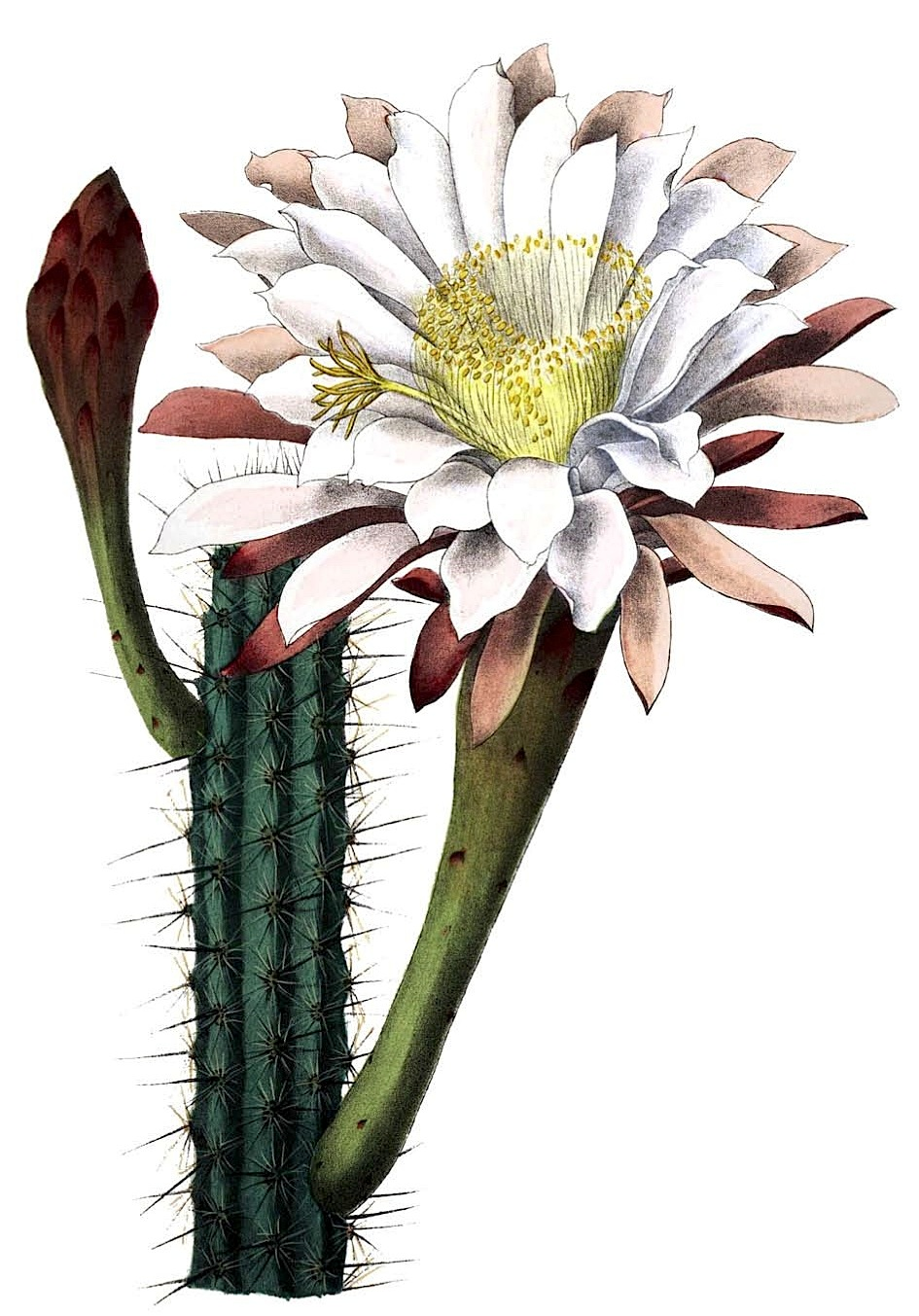
Cereus aethiops
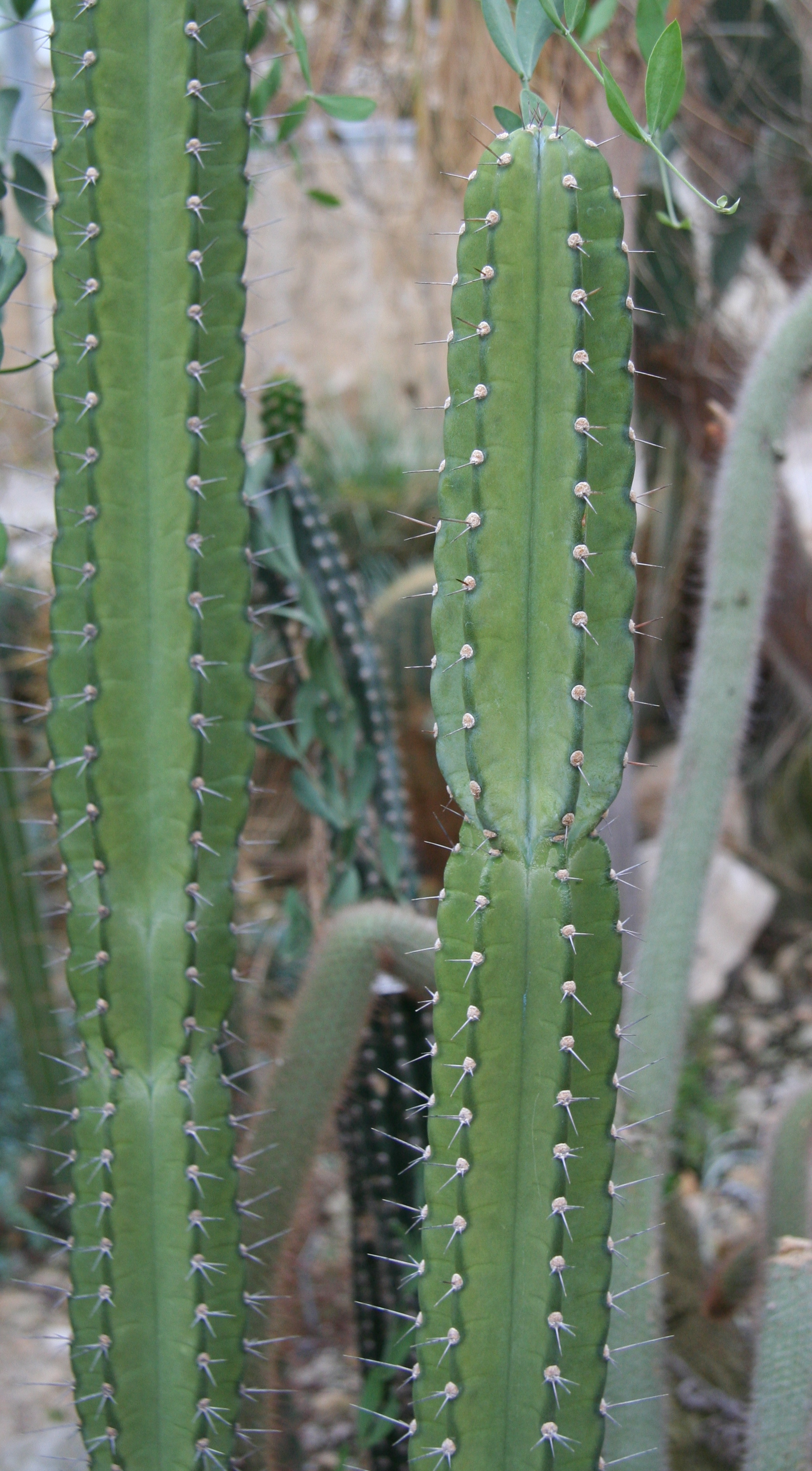
Cereus comarapanus
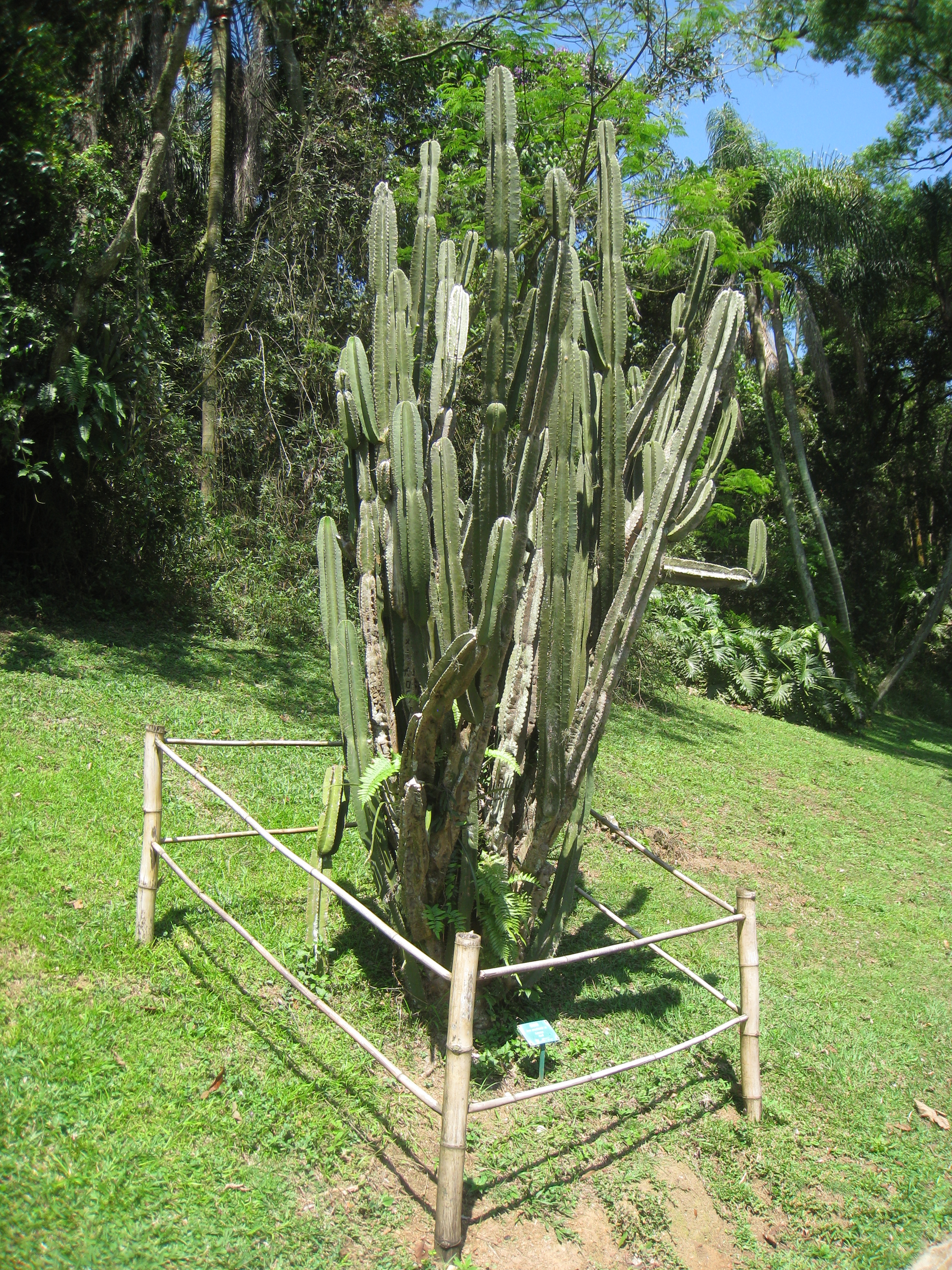
Cereus fernambucensis
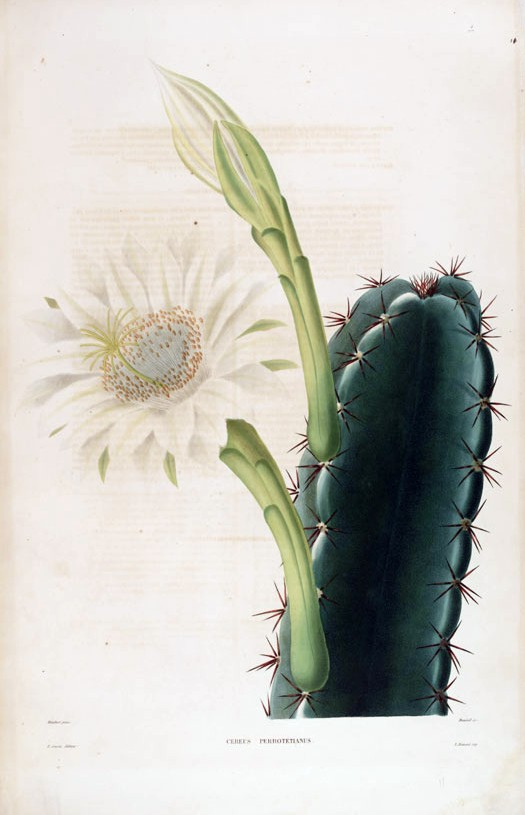
Cereus hexagonus
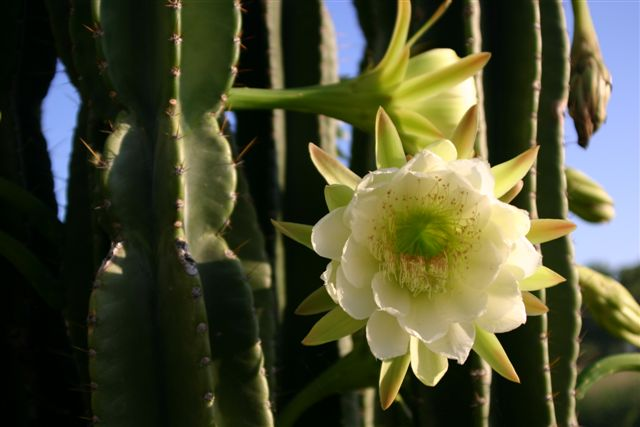
Cereus hildmannianus
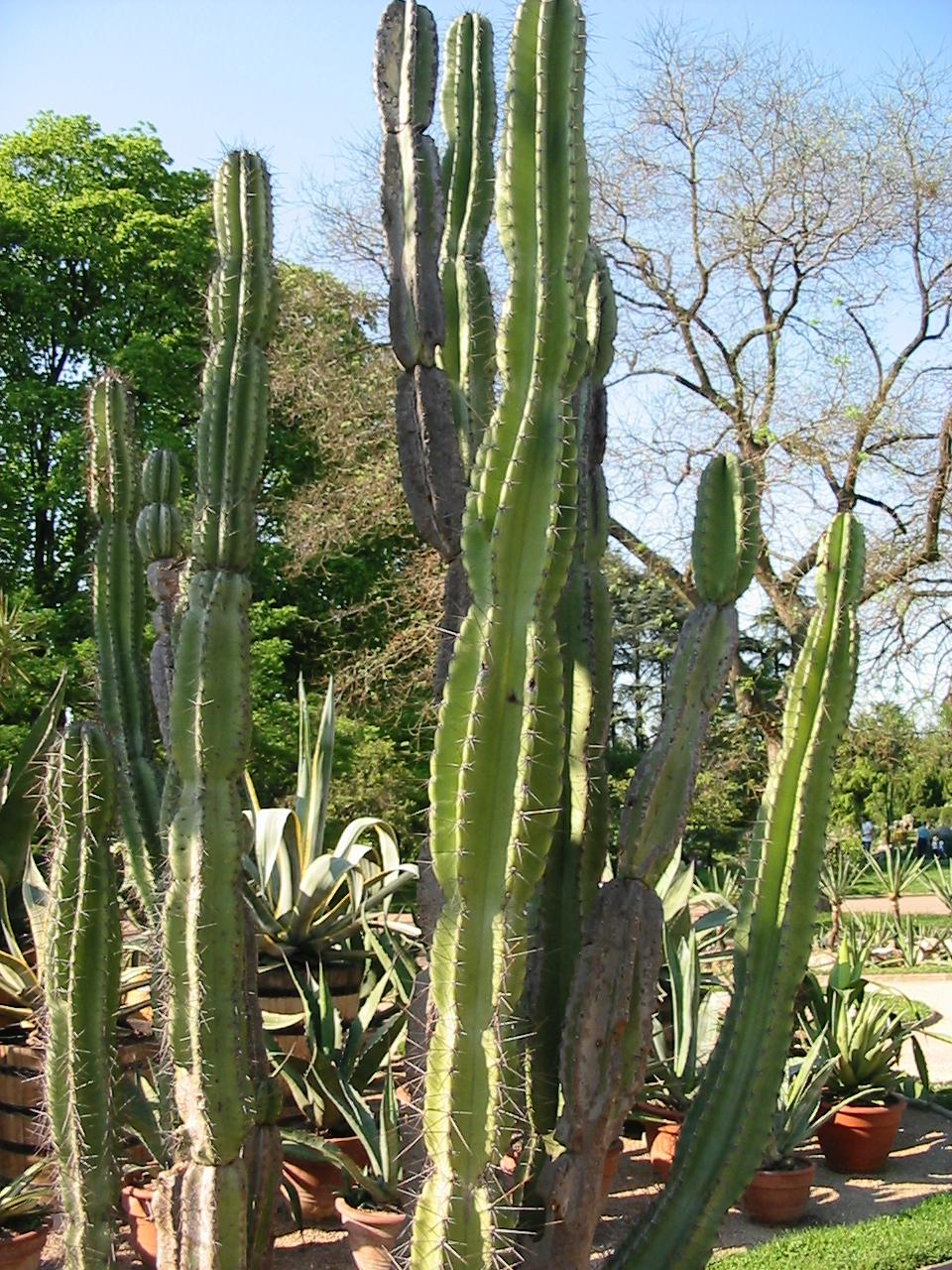
Cereus jamacaru
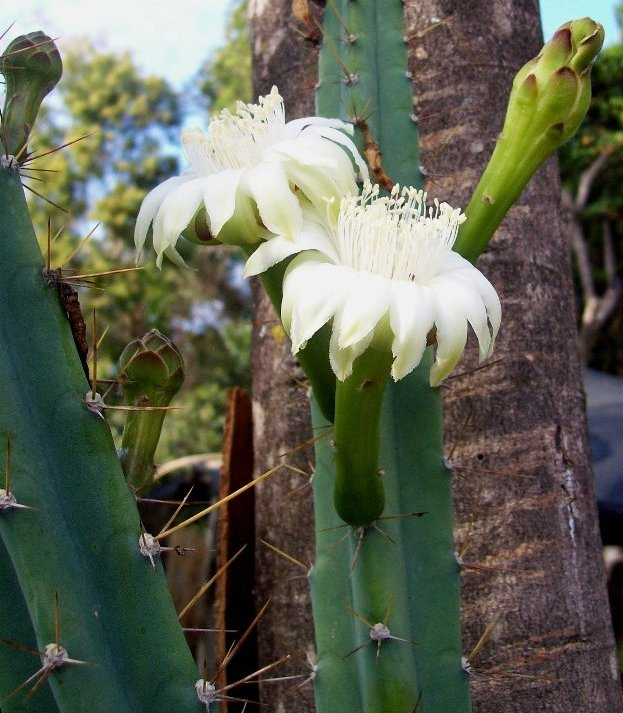
Cereus kroenleinii
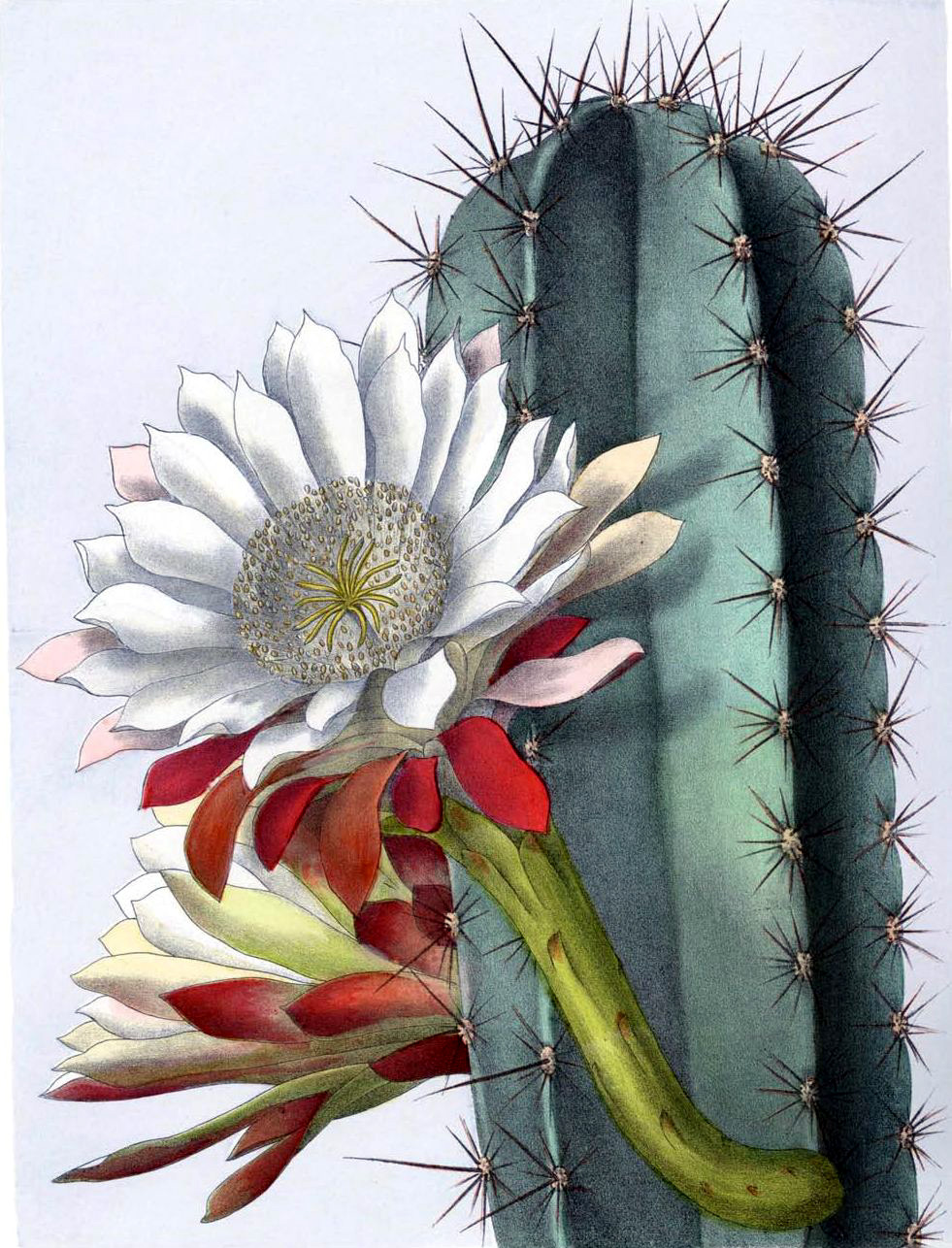
Cereus repandus (Syn. Cereus peruvianus)
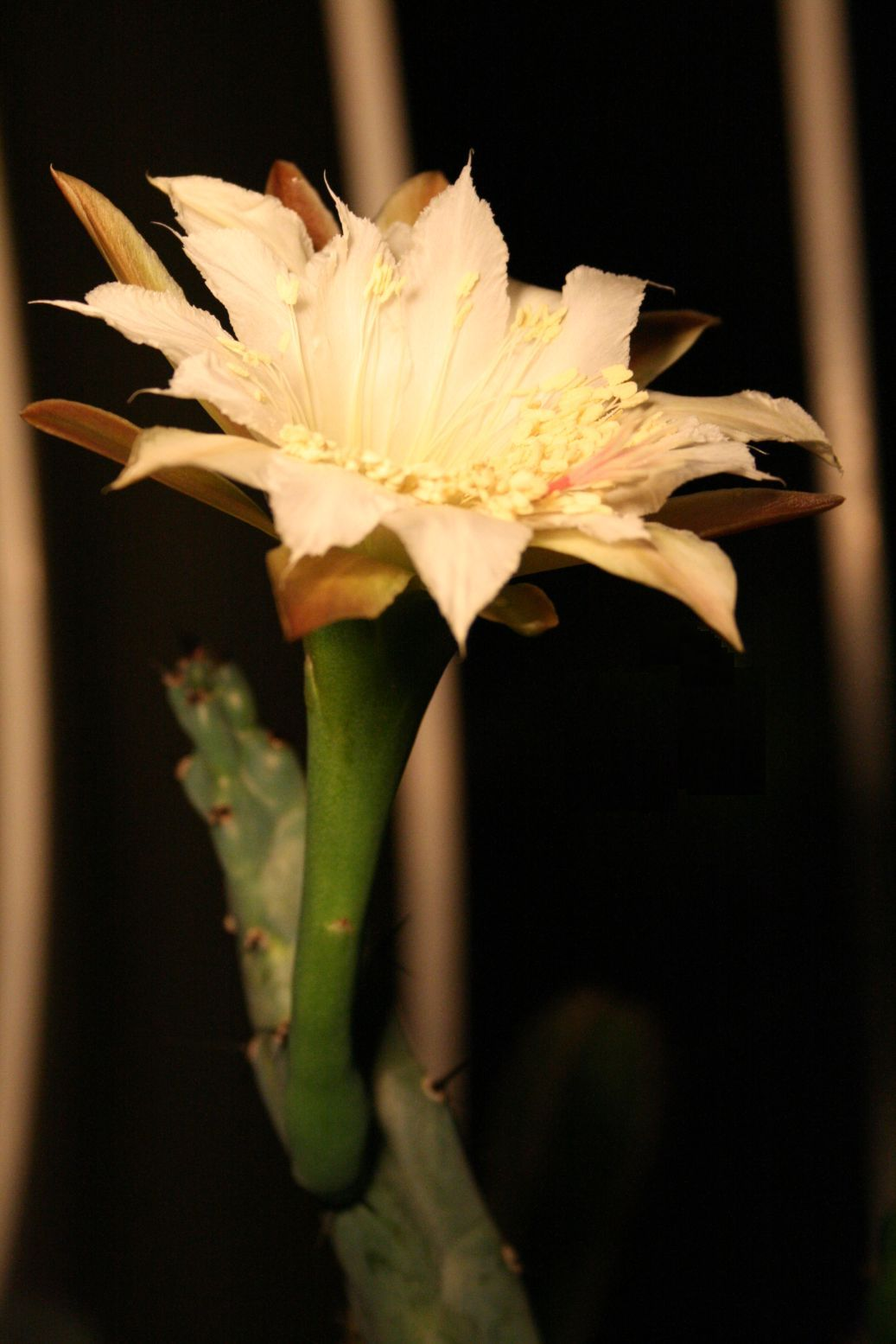
Cereus spegazzinii
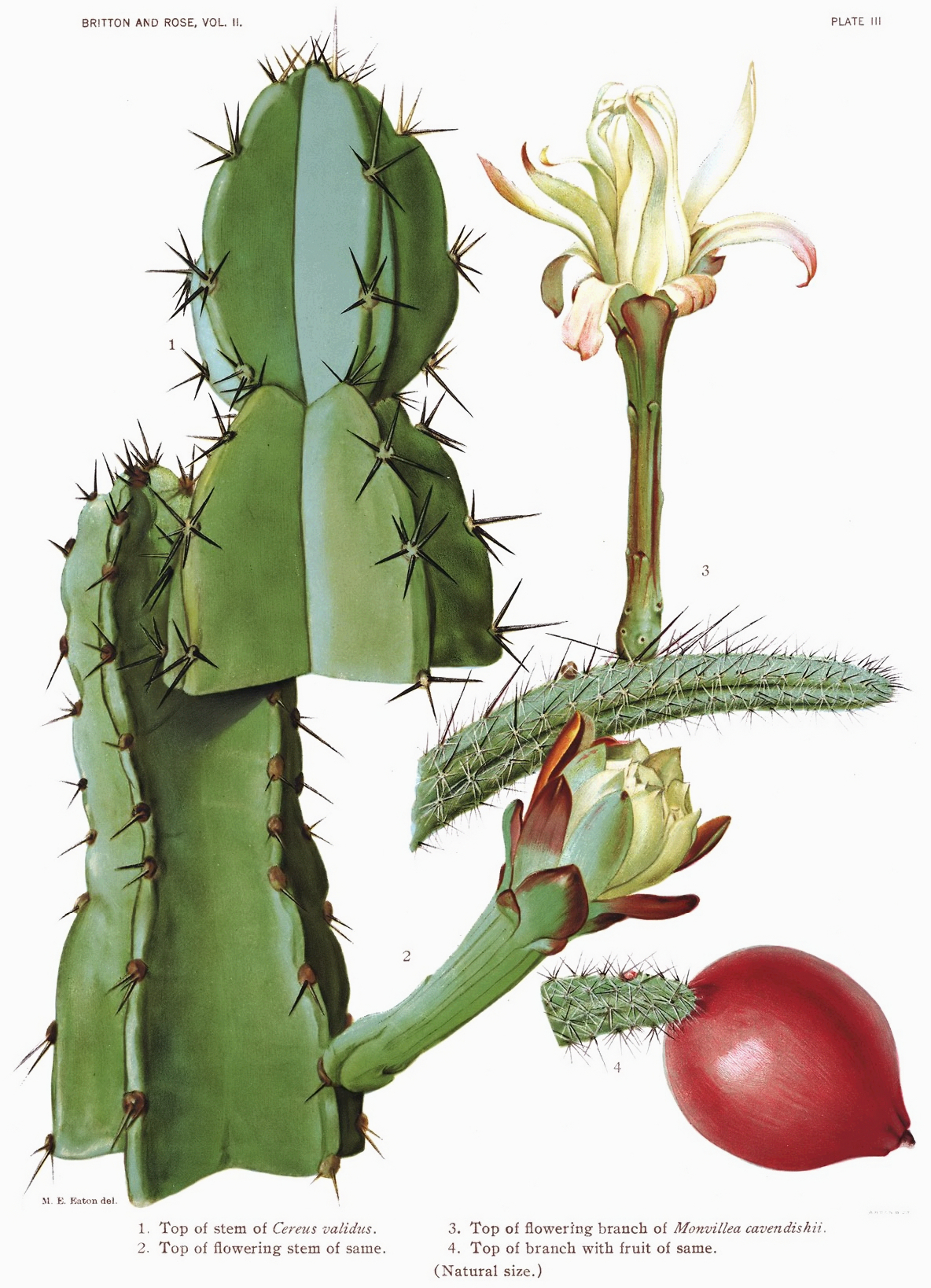
Cereus validus (Syn. Cereus forbesii)